# KOV-14
Die KOV-14 Fortezza Plus ist eine PC-Card der National Security Agency, welche kryptografische Funktionen und einen Speicher für kryptografische Schlüssel für das Secure Terminal Equipment und andere Geräte bereitstellt. Es handelt sich um ein vor äußerem Zugriff geschütztes Modul auf Basis eines Mykotronex Krypton chip, inklusive sämtlicher kryptografischer Funktionen der original Fortezza-Card plus der Typ 1 Algorithmen und Protokolle BATON und Firefly, dem Secure Data Network System (SDNS) Signatur-Algorithmus und dem STU-III-Protokoll. Sie wurde von Mykotronx als Teil des MISSI-Programms der NSA entwickelt. Ab dem Jahr 2008 wurde die KOV-14 abgekündigt und durch die abwärtskompatible KSV-21-Karte ersetzt.